# Камаран
Камаран (араб. كمران‎) — крупнейший остров, принадлежащий Йемену в Красном море.

## География

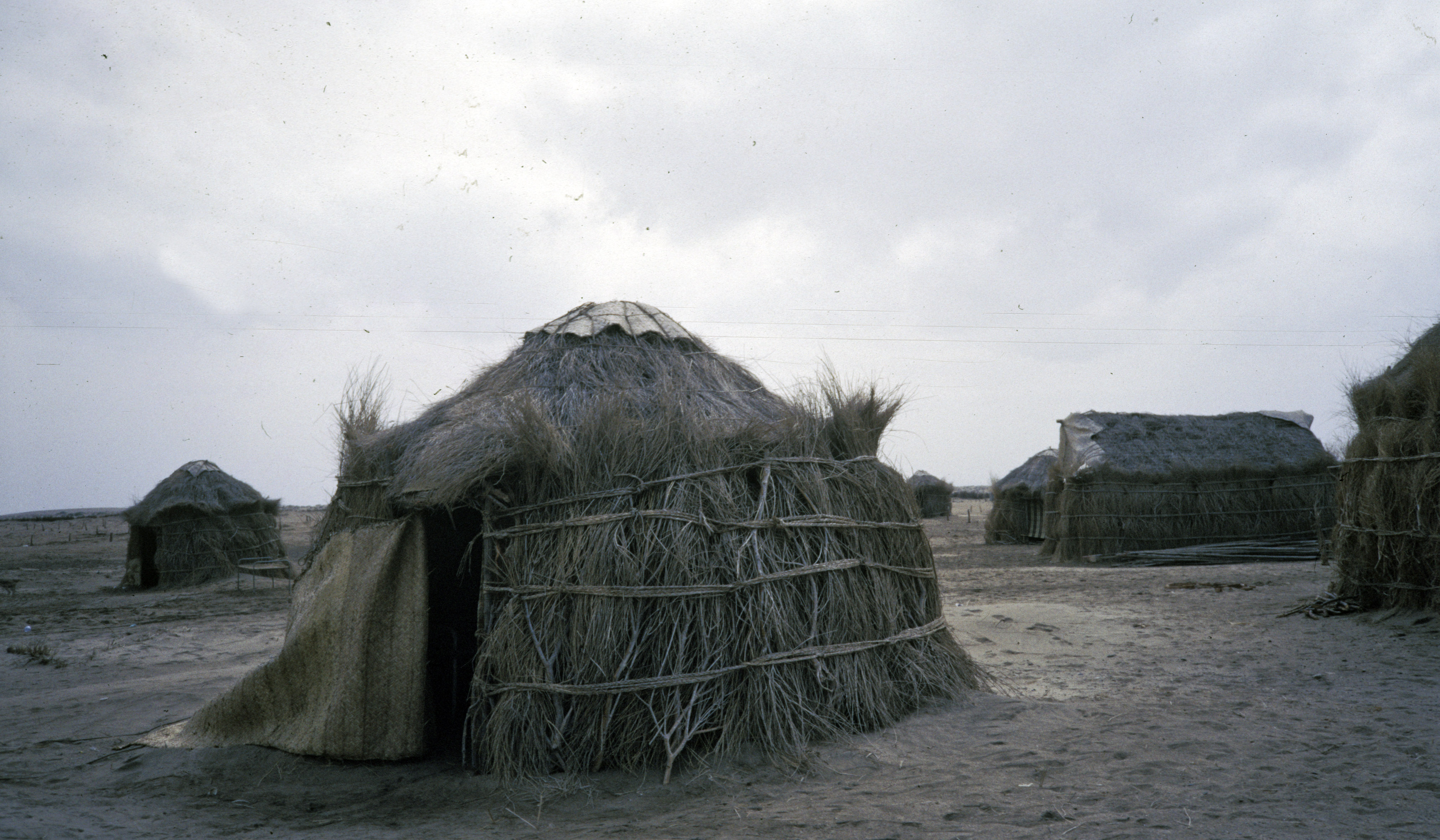
Деревня на острове Камаран, 1988 год.

Остров расположен в южной части Красного моря, у южной оконечности Аравийского полуострова, окружён коралловыми рифами. Площадь острова составляет 108 км² при длине в 18 км и ширине 7 км.

## История
Остров занимает стратегически важное положение на выходе из Красного моря в Индийский океан. Первыми европейцами, высадившимися на остров, были португальцы, в XVI веке. Португальцы, которые приступили к созданию баз в Индийском океане, прибыли на Камаран в 1490 году и отремонтировали персидский форт.
Затем остров был занят Османской империей, и использовался как карантинная станция для паломников — мусульман, совершавших хадж в Мекку из Африки и Индии.
Во время Первой мировой войны, в июне 1915 года, Камаран был занят английскими войсками, прибывшими из Адена. После подписания Лозаннского мирного договора в 1923 году и распада Османской империи, остров был подчинён администрации английского поселения Аден, которое вместе с островом Камаран с 1 апреля 1937 года стало колонией Аден.
30 ноября 1967 года, с провозглашением независимости Народной Демократической Республики Йемен (Южный Йемен), вошла в её состав. В 1972 году Камаран был занят войсками Йеменской Арабской Республики (Северный Йемен). С момента объединения обоих йеменских государств в 1990 году является частью республики Йемен.

## Население
Единственный населённый пункт на острове — городок Камаран. Население, составляющее около 2200 человек — арабы.

## Экономика
Население занимается прежде всего рыболовством и мореходством.

## Туризм
Сегодня одним из важнейших занятий жителей Камарана является туристический сервис. Камаран и прилегающие мелкие острова являются идеальным местом для любителей подводного плавания.